# Associazione Calcio Palazzolo 1995-1996
Questa voce raccoglie le informazioni riguardanti l'Associazione Calcio Palazzolo nelle competizioni ufficiali della stagione 1995-1996.

## Rosa
| N. |                   | Ruolo | Calciatore         |
| -- | ----------------- | ----- | ------------------ |
|    | Italia (bandiera) | C     | Nicola Ancis       |
|    | Italia (bandiera) | P     | Rocco Bacchini     |
|    | Italia (bandiera) | C     | Manuel Barattin    |
|    | Italia (bandiera) | C     | Luca Belotti       |
|    | Italia (bandiera) | A     | Andrea Brevi       |
|    | Italia (bandiera) | A     | Pietro Caligiuri   |
|    | Italia (bandiera) | A     | Cristian Calissi   |
|    | Italia (bandiera) | C     | Simone Canini      |
|    | Italia (bandiera) | D     | Roberto Cattaneo   |
|    | Italia (bandiera) | C     | Alberto Colombo    |
|    | Italia (bandiera) | C     | Stefano Daniel     |
|    | Italia (bandiera) | P     | Cristiano Donati   |
|    | Italia (bandiera) | A     | Paolo Donati       |
|    | Italia (bandiera) | A     | Alessandro Geroini |
|    | Italia (bandiera) | A     | Manolo Guindani    |
|    | Italia (bandiera) | C     | Fabio Lanfredi     |
|    | Italia (bandiera) | D     | Paolo List         |
|    | Italia (bandiera) | A     | Emiliano Malaccari |

| N. |                   | Ruolo | Calciatore         |
| -- | ----------------- | ----- | ------------------ |
|    | Italia (bandiera) | D     | Carmelo Malgeri    |
|    | Italia (bandiera) | A     | Marco Mascheretti  |
|    | Italia (bandiera) | P     | Enrico Messaggi    |
|    | Italia (bandiera) | C     | Alessandro Mondini |
|    | Italia (bandiera) | A     | Paolo Monelli      |
|    | Italia (bandiera) | P     | Alessandro Nodari  |
|    | Italia (bandiera) | C     | Michele Panigada   |
|    | Italia (bandiera) | C     | Michele Pennacchio |
|    | Italia (bandiera) | D     | Giorgio Piantoni   |
|    | Italia (bandiera) | C     | Daniele Picardi    |
|    | Italia (bandiera) | C     | Andrea Poloni      |
|    | Italia (bandiera) | D     | Riccardo Poma      |
|    | Italia (bandiera) | P     | Marco Rama         |
|    | Italia (bandiera) | C     | Marco Rosellini    |
|    | Italia (bandiera) | C     | Stefano Sala       |
|    | Italia (bandiera) | D     | Davide Vinzoli     |
|    | Italia (bandiera) | A     | Demis Zanoni       |